# 董仲舒
董仲舒（？—？），廣川（今河北省景縣）人:1，西漢時官員與學者，活躍於漢景帝至漢武帝時期，曾任《春秋》博士、江都國相、膠西國相。董仲舒向漢武帝呈上《天人三策》，提出儒家的治國藍圖，晚年閉門研究與著作，甚受朝廷重視，所作文章後世編為《春秋繁露》。董仲舒在儒學史上地位崇高，被視為漢代第一大儒，他建議罷黜百家，獨尊儒術，促進漢代以至後世儒學的興盛及主流化。然而董仲舒抑黜百家的主張，亦被今人批評為阻礙中國學術思想的發展。
董仲舒以思想著稱，主要分成幾個方面：在宇宙論方面，董仲舒相信天是至高無上的人格神與萬物之本，主宰自然；他提倡天人相應，天之道與人之道一致而相通，天是人倫道德與價值根源，儒家哲學本體。董仲舒是陰陽五行說的集大成者，最早提出五行相生說，認為陰陽二氣充盈天地，推動四季變化。董仲舒給予儒家思想與價值觀以宇宙論及形上基礎。在政治方面，提出天人感應論，勸告君主施政須合乎天道，推行仁政與德治，以禮樂教化移風易俗，反對法家以刑罰治國，主張「德主刑輔」，並申張災異與祥瑞之說，在精神上制約君權。在倫理道德方面，董仲舒提倡三綱五常與忠君之道，人性有先天的仁義與貪欲，必須接受君王聖人的教化。他提出三統循環的歷史哲學論，三朝為一周期。
除了思想之外，經學方面，董仲舒以研究《春秋》聞名，教授春秋公羊學，著重發揮孔子的微言大義。宗教方面，董仲舒最重視天子祭天的郊祀。文學方面，撰有《士不遇賦》。

## 生平
董仲舒生卒年不詳:10，魯惟一推斷為前198—前107年:46，桂思卓（Sarah A. Queen）推斷為前195—前105年:1。漢景帝時（前157—前141），董仲舒受命為《春秋》博士:10，頗受士人尊崇，在長安開班授徒，入門較早的弟子會把所學授予入門較晚的弟子，很多學生沒有真正見過董仲舒:21。據說他專心學術，三年間不看自家庭院一眼，日常舉止儀容合乎禮儀:86。前141年漢武帝即位後重用儒生，董仲舒獲提拔為江都國相:81，侍奉漢武帝的兄長易王劉非:50，以仁義之道輔助傲慢好勇的易王，得到易王尊重。董仲舒為了治理江都國，記述《春秋》災異之變，還施行求雨降雨等儀式:2-3。竇太后尊崇道家，前139年逼迫一些漢武帝重用的儒生自盡，董仲舒稍後也被罷免:81。
前135年竇太后離世，同年:81、78（一說前134年:84）董仲舒被薦舉賢良，呈上《賢良對策》，漢武帝看中董仲舒的答卷:10、15，其對策被取為第一，再對他發策問兩次。對策後董仲舒拜為中大夫:34、15、81，奉命向漢武帝寵臣吾丘壽王傳授《春秋》:30，不久發生筆禍事件:10，遼東郡的高廟和長陵的高園宮先後發生火災，董仲舒推究其意義與原因，寫下奏疏的草稿:3，文中建議皇帝應誅殺行為傲慢不當的皇親國戚:139，以及皇帝身邊的腐敗官員:31。董仲舒還未上書，主父偃來訪，偷看並擅自拿走這份草稿，上呈漢武帝。武帝招集儒生出示草稿，董仲舒弟子呂步舒不知是其師的文書，批評文稿十分愚劣，於是董仲舒該當死罪:3，後來得到漢武帝赦免，恢復中大夫之職，但終生不敢再言災異之說:32-33。
後來董仲舒受公孫弘嫉妒，被外放為膠西王劉端的相:34，在職期間曾設壇講授《春秋》:163。他雖得到膠西王尊重，但還是怕獲罪而辭任:3，約於前125年以病請辭，回到長安:42、55，潛心研究與著述:3。約於前122年:36，董仲舒曾受漢武帝之令，與治《穀梁春秋》的瑕丘江公辯論，由於瑕丘江公口吃，表現欠佳，朝廷更欣賞董仲舒公羊之學:56，漢武帝命太子跟隨董仲舒學習《春秋公羊傳》:36。朝廷每逢有大問題，便派使者徵求董仲舒的意見:3，御史大夫張湯等官員也向他請教:109，董仲舒的回答有禮有節，明白準確:3。董仲舒敢於批評世風流俗及朝廷政策:77，為人率直誠實，不慕財利，其門徒數以百計，如吾丘壽王、褚大、殷忠、呂步舒、嬴公等:42、40、281。

## 著作
董仲舒上呈給漢武帝的策問答卷三篇，稱為《賢良對策》，又稱《天人三策》，向漢武帝提出施政建議，以實現儒家的治國藍圖。董仲舒寫過百多篇文章，當中包括上呈的奏疏，以及有關《春秋》公羊學的討論。董仲舒另撰有《公羊董仲舒治獄》16篇:11-13，收錄了董仲舒依據《春秋》，對232個張湯向他諮詢的疑難案件所作出的判決。董仲舒並著有《災異之記》，分析《春秋》所載與漢代時所發生的災異:44，部份採錄於班固《漢書．五行志》:12及唐代《開元占經》:69。大約在南北朝時，人們把董仲舒的文章編成《春秋繁露》一書，流傳至今。深川真樹認為，《春秋繁露》部份內容為董仲舒的弟子後學所附加，並非全部都是董仲舒所寫:11、14。《春秋繁露》現存79篇，依內容可分為四部份：第一部份17篇，發揮《春秋》經傳的微言大義，第二部份20篇，討論君主治國的原則與方法；第三部份27篇，論述天地、陰陽、五行的運行和發展，講天人相應、天人感應的原理；第四部份12篇，論述祭祀和求雨之事:6-7。深川真樹:10、魯惟一:43、桂思卓（Sarah A. Queen）:120、慶松光雄、田中麻紗巳和近藤則之認為《春秋繁露》中有關五行的各篇都是或部份是偽作的:178、180、272；宇佐美一博:93、齋木哲郎:25、徐復觀和鄧紅都反駁此說:179-180:21。

## 思想

### 宇宙論

#### 天人關係
董仲舒的宇宙論廣納儒、墨、陰陽等各家學說，既接受墨家有意志的上帝之「天」，又吸收陰陽家無意志的自然之「天」:87、89。他提出「天者，百神之大君也」，天是至高無上的人格神，萬物之本:52、46、48，公正有序:238，無始無終，永恒存在:48-49，為支配萬物及人類的主宰:83，宇宙秩序的根源:89。天也是有規律地變化而生成萬物的自然界，以日月風雨與陰陽寒暑而成就萬物。天意主宰自然，透過自然示意；天意也使自然運作，自然體現著天意。主宰者居於自然界之上，天意指向道德並統御自然:83-84、91。在一些篇章中，董仲舒認為天是自然的存在，沒有意志和人格，君王必須效法天的秩序，以創造人類社會的秩序。鄧紅認為董仲舒建天道以立人道的理論，參考了黃老道家之「道」的學說:31、250、240，採納道家對自然的看法:293；董仲舒人格化「天」的原型，則是黃老道家所言的黃帝:251。董仲舒相信天人合一或天人相應，天人之間的性質與規律相一致。人類居於萬物之上，在宇宙中佔有極高地位:86、90；天之道與人之道是一致的，天和人有相通之處，一樣都有喜怒哀樂、仁義道德:50、113-114，人的肉體也類似於自然天地。一年四季、12個月、360日，和人體的四肢、12關節和360塊骨骼之間有共同之處:71、223-224。人就是宇宙的縮影，是一個小宇宙:76。董仲舒天人合一思想的原型，部份來自漢初陸賈的天道觀，也受儒家神道設教的傾向影響:38、43。池田知久則認為，董仲舒的天人相應論也許受墨子的「天志」思想影響:60。
董仲舒利用天道和陰陽五行說來改造儒家思想:9。天是價值根源，既是人倫道德的來源，也是政治措施的標準:113。天道是儒家哲學本體，自然現象、社會現象以致精神世界，都源自天:55、57。董仲舒提出目的論：自然被造出來，是為了讓人對其加以利用而致興旺:403-404。春夏秋冬是最重要的天道，不僅是自然現象，也是天意的表現。天地生成養育萬物，是有目的有意識的活動，是一種至美的仁德。天養育萬物生生不已，天的仁德也是無窮無盡:47-48、85。董仲舒主張天人感應論，天象異變被視為神意:103。災異、陰陽、四季變化、晝夜更迭乃至人的性情，都是天意的表現形式:68。君王是否以教化治國，將左右陰陽是否調和，進而影響萬物繁榮與否。董仲舒想法與《公羊傳》相同，視災異為上天的警戒。火災、水災、日蝕、彗星等災異，都是上天對失道之君發出的警告，若君王仍無反省與改變，天將使其滅亡。君王能教化萬民，陰陽調和，上天則會降下「鳳皇來集，麒麟來遊」等祥瑞:103-105。

#### 陰陽五行
董仲舒是陰陽五行說的集大成者:197。陰陽乃指晝夜與四時的基本規律:55，陰和陽並存而對立，相牽制互相影響:159-160。萬物陰陽交感，相似之物互相吸引：陰吸引陰，陽吸引陽:406。天意主張「陽尊陰卑」:89，陽是支配性而主要的，陰是從屬性而次要的:235，陽處於實位而陰處於虛位:282。萬物由「氣」構成:91，陰陽五行是天地之氣的不同形態:158。陰陽之氣肉眼雖看不見，但充滿於天地之間:64。氣是生命之源，無氣則人死:90。天地之氣分為陰陽、四時、五行之氣，是萬事萬物的來源。陰陽二氣的循環產生四季，以一年四季為一個周期。陰陽分為「少陽」「太陽」「少陰」「太陰」，分別配當春夏秋冬四季:163-165。陽氣有絕對優勢叫「太陽」，陰氣有絕對優勢則叫「太陰」。陽氣給大地帶來溫暖，陰氣則帶來寒冷。每天陽氣從東方上昇，經過南方向西方降下，在地下的北方運行，再向東方移動；另一方面，太陰從西方開始降下，經過南方向東方上昇，出地上向南方運行，再到西方。完成一周的軌跡，是為四季。夏至時，陽氣在最高的位置，陰氣在地下最低的位置；冬至時則相反:160、166。
董仲舒認為陰陽五行表現和傳達了天道，人們通過觀察陰陽五行的動靜和運行狀態，可以了解到天道和天意。天道受到破壞，陰陽五行之氣便失去平衡和穩定，邪氣生而引起災異。其陰陽五行理論承繼了《黃帝四經》中的陰陽五行思想，兩者都把陰陽和災異論掛勾:204、212、243。董仲舒最早提出五行相生說:46，五行間相生相勝，木火土金水依次相生，另一方面，金勝木、水勝火、木勝土、火勝金、土勝火，是為相勝。五行中土最尊貴:188。從空間上來說，木居東方，火居南方，金居西方，水居北方，土居中央:65。四季中，董仲舒在夏秋之間加入「季夏」，以便四時與五行相配。一年360日可分為五季，一季72日，分別配之以五行:188、182。此72日之說，源自《管子．五行篇》:33。魯惟一:283、慶松光雄認為董仲舒不講五行，徐復觀和鄧紅反駁此說，認為董仲舒提出五行之說:179、177。

### 政治

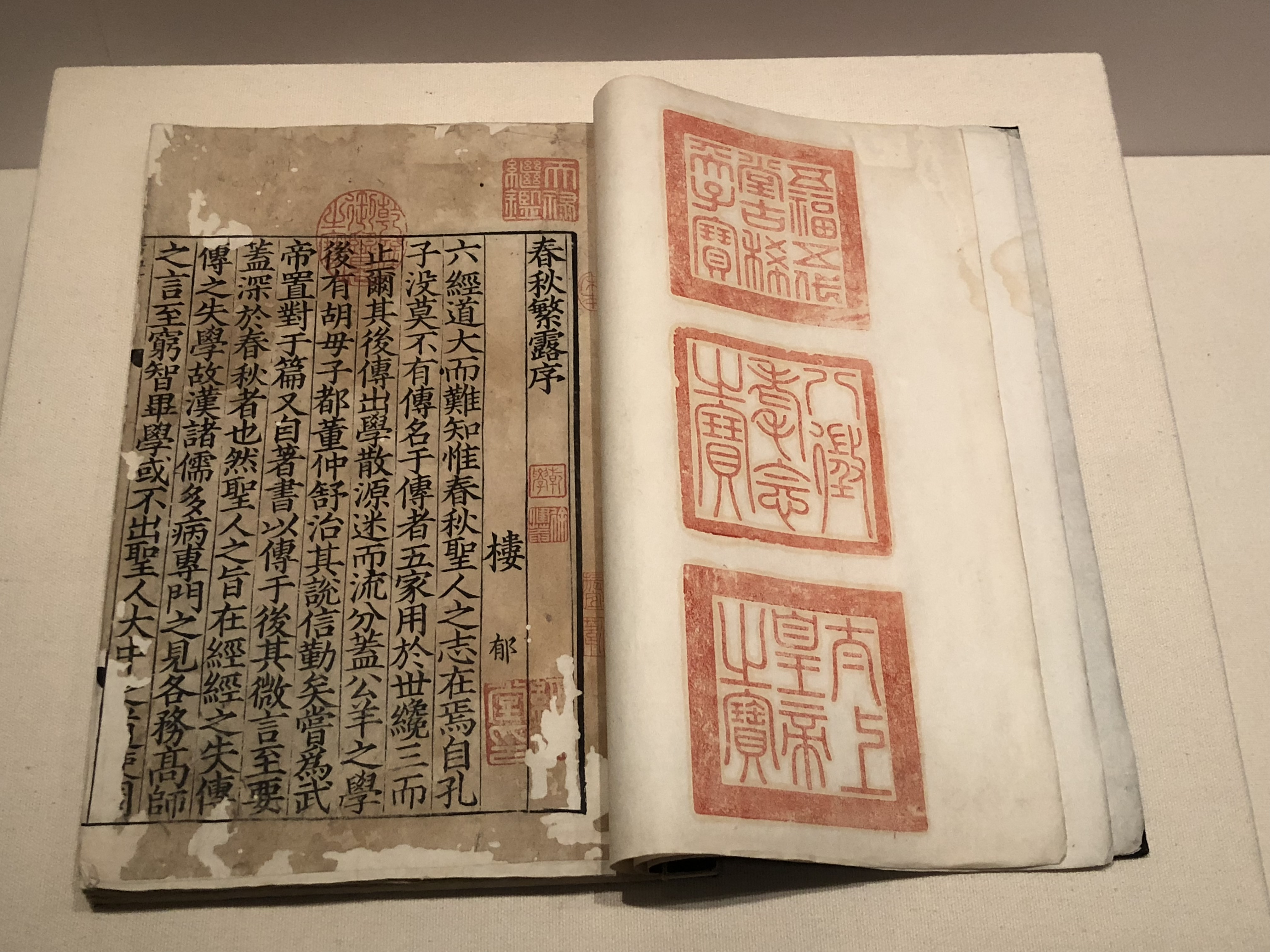
《春秋繁露》南宋1211年刻本

#### 治國之道
董仲舒給予儒家政治學說以宇宙論依據和形上基礎:115，以天人感應論勸告君主推行仁政:81，施政應合乎仁義禮智信五常之道:176。董仲舒要求君王要有仁義禮智信等道德修養，在理論上保持內聖外王的觀點:95-96。（一說董仲舒不太強調「內聖」:132。）統治者應滿足民生所需，但不可放任人民的欲望，須防止欲望橫行:102。儒者的使命是給統治者提供學問與道德，使君王不會施行惡政:75。君王應遵守禮義，節欲養心，治身成仁，在其德行的基礎上，借助賢人引導眾民遵守禮義，逐漸移風易俗，進而感化域外異族，以使邪氣消失，陰陽調和，祥瑞降臨:23。君王有責任對民眾實行禮樂教化:83，聖王之道就是奠基於仁義禮樂的教化:94。君王才有至善的人格，普通百姓都依賴其教化:99。君王應統一其臣民，並通過自己的示範改造臣民，皇帝應接受儒家經典教誨，以道德典範的身份施行統治:264、250，以教化陶冶人性，以禮樂節制人欲，如此才能平治天下:95，達致移風易俗:289。董仲舒不太要求君主個人的道德修養心性工夫，而是要求根據天道。政事必須相應春夏秋冬四季及陰陽五行:91-92、121。君王以外，高官也有責任教化百姓；高官無能從事教化，則君主如何有德也無法實現教化:120。董仲舒也指出政治清廉，君主才能對人民施以教化。教化的基本內容是三綱五紀，使民眾政治上服從大一統專制政體。君王制作禮樂，使人民感動，不敢相爭:103-105。
董仲舒反法家反秦政:67，反對酷吏的做法:92，主張「陰陽刑德」，陽為尊，陰為卑，「德尊刑卑」:88-89。君王應順天行道，「任德不任刑」，以道德教化而非刑罰治國。教化比刑罰法律更重要:114、99，以刑罰治國違反天意:170，刑罰誤用會在人民心中累積戾氣，危及國家:378。董仲舒指出在上古時代，法律是多餘的，牢獄虛空，後世君主則用嚴刑重罰來控制人民:150-151。但刑罰和法律仍有其價值，君王應「德主刑輔」，禮法並用:100。君王並應以賞罰左右風俗美惡，引導眾民奉行禮義，遵守尊卑上下的區別:19。在漢景帝時，董仲舒思想受黃老道家影響，主張君主無為，自我超越，「安精養神」，滋養精氣:363、356、359，無形無聲，虛心寂靜，賞罰無私，錄用賢人:358、360；臣下則是有為的，不斷勞碌。只有聚集聖人賢士在堂，為人君者方能為國帶來太平:357、362。董仲舒君王順應天道的思想，和《黃帝四經》的概念非常接近。後來董仲舒則反對君主無為之說，主張君主有為，積極主動:289、295，務必努力；社會治亂和國家安危都維繫於君王是否努力:96。

#### 正當性
董仲舒的政治論，以「大一統」專制政治為目標，而君主實行專制政治的前提，是必須服從天意:87-88。他繼承周代的天命思想:139，天子和諸侯的權力，都受之於天命:53，君王須符合天意:142，遵從天命統治民眾:75。管制皇帝的力量在人間是找不到的，董仲舒只能提出君權神授說，强調君主應知天命並接受天命，同時將皇帝的獨尊地位和權力合理化。董仲舒從儒家的立場提出天人感應論，申張災異之說:146、126。君王以教化治國，能實現治世，消除災異，使陰陽調和，進而招徠祥瑞。聖人「法天而立道」，即效法自然界的變化規律而建立治國之道。君王能法天而行道，就能順利統治，大有成就:140、97，陰陽調和，出現景星、黃龍:174、紫雲、珍獸等祥瑞:89。人的壽夭也是由君主政治的善惡所左右:94。像孟子一樣，董仲舒主張君主若失德失道，天會使他喪失天命:264。若君王的行為違背天意，上天將降下災異以示警告，君王應由此察覺自己的錯誤，改變治國方式:126，若能反省改過，就能維持天命；若逆天而行，不僅陰陽錯亂而災異發生，甚至遭上天剝奪其天命，最終亡國，失去君權，暴秦的滅亡就是例子:135、143、97。
上天會對另一至德的聖人授予天命，天下人民心所歸者，上天將使他擔當君王，發出「受命之符」等異象，以昭告天下已有聖人受天之命:135、106。君王得到了天命，便意味著得到了人類社會的統治權。新受命的君主要遷都，換稱號，改曆法，變服色，以昭告天下:62、68。開創王朝的君王即「受命之君」，因其至高的德行而獲得君權的正當性，第二代以後即「繼體之君」，則因第一代的遺德餘烈而確保君權的正當性:135。君王能維護儒家仁義禮智信「五常」，則可以保天命，實現帝王萬世偉業，得到天地的庇祐，鬼神之靈的保護:5、50。董仲舒天人感應論在君王順天時肯定君權，在君王逆天時則發揮批評君權的作用:136。他把三綱五常倫理綱常原則置於君權之上，在精神上制約君權:122。重澤俊郎認為災異說目的是抑制君權，限制君王恣意行動，以天的權威約束君權，使其行使合乎儒家思想:126、130。池田知久則認為董仲舒主張君權神授，強調君主權力由天授予，而不著重天對君權的抑制:71-72。其災異說擁護君權，即藉由天所降下的災異給予君王反省改過的機會，以使其維持君權:133。

#### 政治制度
董仲舒將皇權與宇宙論結合起來:42，謀求強化君權:95，天對人類的支配，通過天子即「王」來進行，王是天在人類社會的代理人。相對於君王，臣下地位卑賤，奉事人主要「盡其情」，不得怠慢與隱瞞。國家應從儒者中選擇官員:62、94、5，君主應態度謙卑，擢用賢者，則可國家太平:97。臣下要把榮耀和成就都歸功於君主，使其更尊貴；有時為天子犧牲也是必要的:99。有關封建制度，董仲舒主張「強幹弱枝」。天子分封諸侯，是為了讓諸侯替天子管理耳目所不及之地，諸侯則通過朝聘而服從於天子。天子派出「州伯」直接監察各諸侯。諸侯地位低於天子的大夫，所有諸侯兵力加起來亦遠不及天子軍隊多:96-97。

#### 時政
董仲舒繼承與發展荀子之說，依據《春秋公羊傳》的「大一統」思想，建議定儒學於一尊，將儒學作為官方學術或指導思想:122、45、18。他認為只有儒者才能教化萬民，建議「諸不在六藝之科孔子之術者，皆絕其道，勿使並進」，「推明孔氏，抑黜百家」，要堵絕非儒諸家的仕途。董仲舒建議制定察舉制:121、4、123，各諸侯、郡守和品秩二千石的官員每年為朝廷舉薦兩位賢才，朝廷效法蕭何廣招人才，加以禮遇:150、117；又提議建立太學，以培養天下士人:120，並通過禮樂制度與學校教化百姓:97。董仲舒反對當時繁重的賦稅制度，反對張湯等人的強硬執法，反對朝廷不斷授予爵位導致的財富不均，建議漢武帝消除當時的不公平現象，下詔大司農命令關中地區種植小麥；建議朝廷限制擁有土地的數量，防止土地兼併:77、92、107，使人民都有可耕之地以保障生活:273，並將鹽鐵之利歸還人民，廢除奴隸制度，滅免賦稅和徭役。董仲舒又建議對匈奴採取和平策略，指出對匈奴人是不能談仁義道德的，只能用豐厚物質來收買他們，與匈奴對天結盟以約束他們，朝廷並要以匈奴首領的子孫為人質:107、79、115。

### 倫理道德

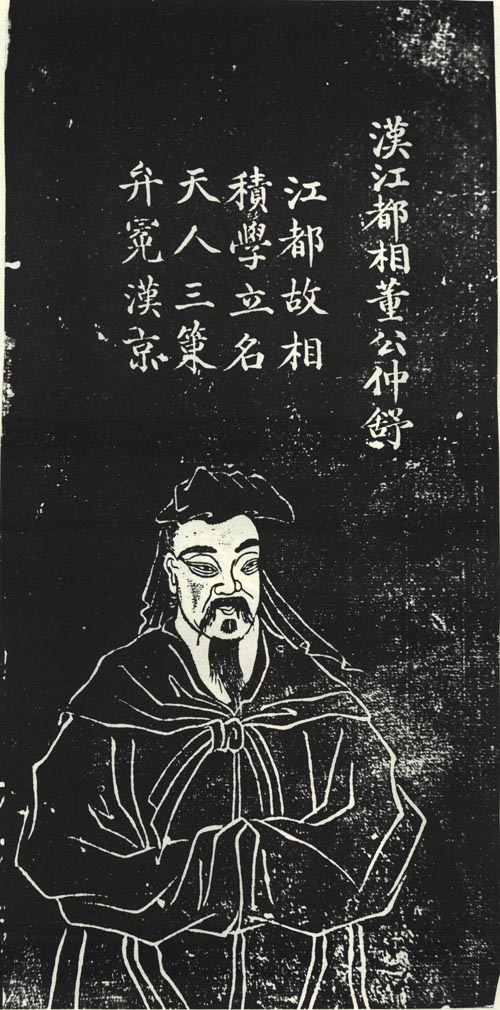
董仲舒畫像

董仲舒以陰陽概念解釋一系列的社會關係，如君臣關係、父子關係與夫妻關係，又借來五行概念解釋儒家的五常仁義禮智信。董仲舒由此給予儒家所尊崇的各種價值觀一個宇宙論基礎:378，把價值秩序建立於自然秩序之上:56。董仲舒繼承《中庸》、《易傳》的思想，認為人的德性本源於天。天是人類道德的根源，下令規定人類實踐倫理道德:91、86。倫理道德的基本原理是三綱五常，是聖人取之於天道而建立的，仁義禮智信五常又稱五德，配合天有五行。人只要奉天法天，便可建立人類社會的理想秩序:50、192、59。個人修養的要義，在於「正其誼不謀其利，明其道不計其功」，官員不應追求財利而應力行仁義:102。判斷一個行為的善惡，著重的是其動機，其次才是行為的效果:90。董仲舒認為「仁」是施於人的，「義」則是律己的:90。人際關係要順遂滿意，必須能以同情心、忠恕心、愛心，也就是「仁」去對待別人；對自己則要不自私、不護短，不把自己看得高於別人。人必須有智慧，才能以仁待人，不致陷於愚昧；有智又有仁，才能先看清楚別人面臨的問題，而採取行動，為人消除困難:276-277。
董仲舒認為人類社會所有原則，以及人際關係的法則，都是以儒家倫理道德為基礎。人所有的社會關係，都只是血緣人倫關係的外延。董仲舒所說的仁義王道，便是君臣、父子、夫婦之三綱:50、82、90。忠君是社會倫理最高的道德價值，比孝順優先，父子、夫婦關係為君臣關係的派生物，父子、夫婦間的倫常，也是參照君臣的倫常而成立:92、84、94。在上者有領導權和領導責任，在下者有服從領導的義務，也有由領導者獲得協助的權利，這就是「綱」的意思:287。董仲舒認為「孝」既是天地人類萬物的生養原理，也是人間世界「臣事君」、「子事父」、「妻事夫」的倫理依據，使孝成爲維護君主統治的倫理:30-31。三綱是天經地義的，君父夫是「陽」，臣子妻是「陰」，根據「陽尊陰卑」的原理，前者尊貴而後者卑賤。但君父夫如果沒有臣子妻的配合和支持，也成不了一國、一族、一家的主人:94-95。
人性論方面，董仲舒持「性三品」論，分別是「聖人之性」、「中人之性」與「筲人（下愚）之性」。聖人之性先天至善，下愚之性則接受教化也不能為善，一般人的心性裏有「性」與「情」的對立，有先天的仁義與貪欲，如果沒有聖人的教化，便不能自發地為善:99、100-101。人道德上原不自律:50，要受教化才能完善本性，也要依從禮樂來節制情欲:92。董仲舒承襲荀子對人性的理解:68，並批評孟子的人性論。孟子主張人擴展善端，強調自己修養，董仲舒則否定「中人之性」可以自己為善的可能，要依賴君王的後天教化:101-103。人天生便兼有貪婪和仁恕兩種資質，人心本來是好仁義的，但一己之私利會遮掩仁義之「心」。人應當節制欲望，抑制「貪氣」，如同天抑制陰氣:10-11。人的心要思考判斷，體認到聖人之道，才能抑制欲望，進而調節惡喜怒哀樂等情緒:12、14。人秉承了天之「精氣」而生，比萬物都貴重。人和動物的區別，在於人類有仁義倫理道德:79-80，也有控馭萬物的智慧，故居於其他萬物之上:90。

### 歷史哲學
董仲舒的歷史哲學論與鄒衍五德終始說相似，提出三統循環，三統以黑、白、赤三色為象徵。朝代更迭是宇宙循環的一部份，三朝為一周期:14、316，王朝交替只是三統，即黑統，白統，赤統的循環，殷代白統，周代赤統，春秋魯國為黑統。漢朝繼承的不是秦朝的天下，而是春秋魯國的天下；秦朝則被排除在三統循環之外。三統配以三色，是董仲舒雜揉鄒衍和《呂氏春秋》的五德終始說而提出的:314-315、318。董氏提出「天不變，道亦不變」的保守世界觀，其歷史理論否定社會歷史的進步性。三代表面上制度不同，但其中有原則一以貫之，即遵循天道，奠基於仁義禮樂的教化:52-54。王者雖然名義上進行改制，卻沒有改變「道」的實質:297。董仲舒認為決定歷史的是天意，受命于天的新王為了突出這種天意，必須改換喪失歷史意義的舊王制度，包括新年伊始（正朔，一月一日），又要改換新的服飾顏色和所有禮樂制度，受命於天的新王應按「統」的正色改制。三統改制說的主要内容在於制定「三正」（即三曆）。三正是指各以建子（夏十一月），建丑（夏十二月），建寅（夏十三月）為正月的周曆、商曆及夏曆。夏代強調「忠」，殷代強調「敬」，周代強調「文」，三代都採取一些措施彌補前朝的不足。當時漢朝應當減少周朝的「文」，而提倡夏朝的「忠」:297。新王與前二代王組成三王，三王之前五代叫作五帝，五帝以前屬於九皇的時代。董仲舒三統說把新王即漢朝皇帝的出現合理化，其歷史改制論則表現對腐敗現象的批判和力圖革新的立場。

### 養生
董仲舒認為壽命長短依據天命，但短壽者也有延命的可能:94。他吸收黃老道家思想，認為養生長壽是修身成德的結果，但與黃老思想不同，他並沒有將養生保命視作治國的必要條件:15、25。董仲舒主張修煉心神才可「養氣」，養氣才可養生保命。修煉心神（養心）有兩大要項，一為抑制欲望，一為調適情感:7、9。人要遵循天道，保持「外無貪而內清淨」的情緒狀態，能行仁義而抑制欲望，調適情感以正心治身，成為君子仁人，然後便健康長壽:8、15。氣是生命之源，無氣則人死，故養生最重要的是養氣。他引用孟子和公孫尼子之說，說明氣的重要性。養生能使氣增強，在體內順暢運行而不停滯:89-91。人內心平靜，便能吸引「精氣」，精氣集聚於心，則能延年益壽:14。養生也應遵循天道，即四季變化。男女房中須遵循天地陰陽之氣的運行，節制欲望而不傷氣，可保身體健康:89、92。

## 經學

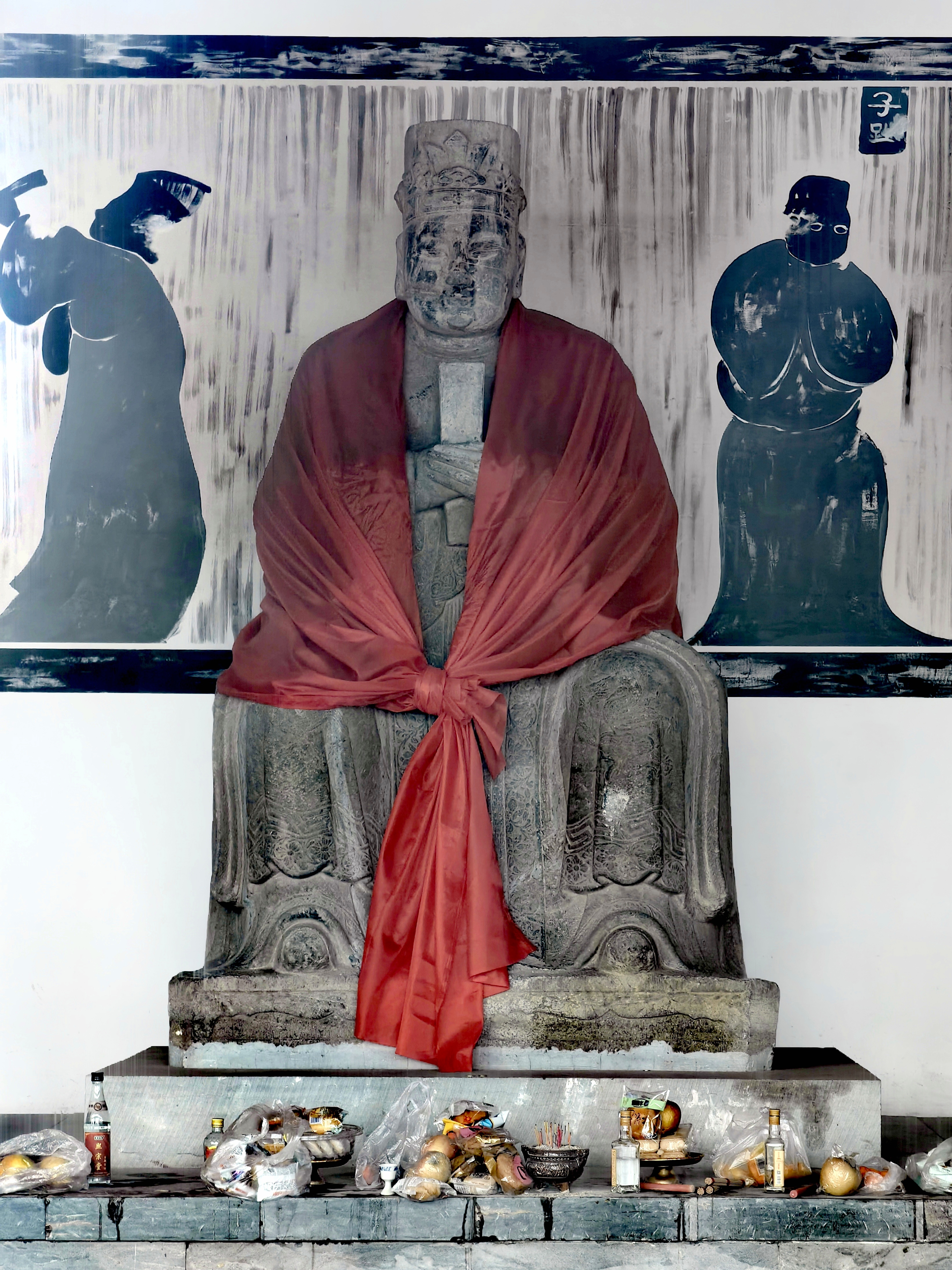
位於河北省棗强縣的董仲舒石像

董仲舒是西漢最重要的經學家之一:133，因研究《春秋》而聞名，教授的是公羊派的學說，清代學者如魏源、康有為、皮錫瑞都公認董仲舒是公羊學的大師:162、78。董仲舒深入理解春秋時代複雜的政治情況，和《春秋》裏用字遣詞的微妙意義:96，透過詮釋《春秋》經文，以經學奠定天人相應的學術基礎:99，發揮孔子《春秋》的微言大義。其春秋公羊學的最大發明，在於將《春秋》經傳的「法古」宗旨轉換為「奉天」，其具體理論，如復讐說、革命說、名節說、華夷論等，都是基於儒家倫理的:6、11。董仲舒闡釋《公羊傳》有三種方式，即春秋三世說、魯為新王以及三代改制。孔子認為，魯國受命於天，是春秋時代的新王:330-332。董仲舒強調《春秋》能作預言，君王如果熟知《春秋》對成敗的記錄，就能避免重蹈古人之覆轍，掌控其王朝的未來。董仲舒又把《春秋》視為法律先例的匯編，建立起《春秋》在法律上的權威地位，《春秋》之義是法律之上更高的權威性原則:143、252、149。董仲舒認為孔子判斷一個人是否有罪，往往根據行為動機的善惡，董仲舒自己斷獄時也主要考慮意圖問題。例如在一件兒子為保護父親而意外毆傷父親的案件中，董仲舒認為應根據動機判兒子無罪，並引用《春秋》來論證：「《春秋》之義，許止父病，進藥於父而卒，君子原心，赦而不誅。」董仲舒用類推手法應用《春秋》義理:156-157。
董仲舒以《春秋》為天人感應的理論依據:109，對災異的解釋大體上都以《春秋》為據，通過分析經中的災異而建立自己的災異論:241、247。他曾考察《春秋》所載的37次日蝕，將其中10次視作預兆。透過《春秋》對災異的記錄，君主可以了解天意，自我反省檢討:246、265。董仲舒認為孔子就是受命於天的聖人，受尊稱為「素王」，從王者的立場來編修《春秋》，把自己沒有實現的王道理想寄託於魯國:153，有意用微言大義來描繪完美國家的藍圖:256。《春秋》匯集了君主施政所必需的知識，要除去禍亂，走向王道世界，必須精通《春秋》之法:94-95。宗教典禮方面，董仲舒闡釋《春秋》中的禮制與禮論，如「天子祭天地，諸侯祭社稷」，認為漢朝可根據《春秋》設計和修正諸種禮制:208、222。董仲舒亦有不拘泥於《公羊傳》之說。有關齊國滅紀國一事，《公羊傳》讚揚齊襄公能復仇，董仲舒則讚賞紀侯，宣揚《春秋》的仁義與王道，表示殺身成仁和深得民心比復仇更重要，突出要以德服人:40、34。

## 宗教儀式
董仲舒意圖設立一種國家宗教，強調天作為崇拜對象的至上權威:225，相信天神為至高無上的神祇，祭天的郊祀比宗廟祭祀更優先:13、196，也比祭祀其他神祇更重要:219。他批判秦朝沒有每年舉行郊祀:123。天子必須每年祭天一次:96，君主即使正在服喪，也必須舉行郊祀:223。郊祀目的是為萬物群生祈求降福，具有趨吉避凶的作用。郊祀也有教化作用，能影響天象，乃至影響天下秩序，災害是否發生:124-125。
董仲舒曾為江都國進行止雨之禮，行禮後不到三天就停雨。有關求雨或止雨，董仲舒提出三種的方法：一是控制陰陽，二是以土龍求雨，三是通過祈禱與舞蹈，儀式須符合五行原理:184-185、178。以土龍求雨，在於龍和雨都屬陰性，同類感召:59。求雨時需敬禱社稷山川和各季主神，調節陰陽。求雨儀式包括祈禱、獻祭、舞蹈、觀察蝦蟆的反應、關閉城門及疏通水渠等。求雨時要實行季節性的禁令，如春季不得砍伐樹木，秋季不得鑄造金屬。巫師有時會被置於烈日下暴曬，以期他們能帶來雨水。人們要興建祭壇，祭壇規格與壇上絲綢的顏色按季節有所不同，其後將祭品獻給當季的主神。巫師要穿著與季節相應的衣服，祈禱齋戒，多次跪拜:182，然後祝禱。接著人們要舞龍，不同季節，覆蓋龍的布料顏色、龍的大小與數量、舞龍之人的年齡都有差別。例如夏天是成年人舞龍，冬天則是老人舞龍。官員要參加齋戒。蛤蟆要放在水池中，因下雨時蛤蟆會呱呱叫，人們希望牠們能帶來雨水。人們要關閉城邑南門，並疏浚水道。雨水來到時人們要馬上獻上供品。止雨儀式與求雨的相似，要阻塞所有水道，禁止婦人進入市集，縣官要穿上顏色正確的衣服，主持齋戒、祈禱和獻上祭品。止雨儀式中要擊鼓三天，祝禱懇求陰陽與上天憐恤:183。擊鼓時毋須歌唱，音樂停止時整個儀式亦告結束。此外祭壇要用紅綢圍繞十圈:184。

## 文學
董仲舒撰有《士不遇賦》，抒發懷才不遇之感，自己一生寧可寂寂無名，也未曾屈意從人，追逐名利；從伯夷、叔齊到屈原，正直廉潔之士命運皆是如此:116-117。賦中思想與《公羊傳》與《易經》有關:67。陶淵明受董仲舒《士不遇賦》的啟發而作《感士不遇賦》；歐陽修讚賞董仲舒的文章可與賈誼、司馬相如和揚雄媲美:116、74。

## 傳說
東漢時傳說，董仲舒曾誦經以扺禦巫師的詛呪，結果巫師反受其害而死:464。東漢時讖書記載，孔子曾說「董仲舒，亂我書」。西晉時相傳，董仲舒撰有《李少君家錄》:84、90，方士李少君曾讓董仲舒服食藥物。《西京雜記》記載，董仲舒夢見蛟龍入懷後，便寫出《春秋繁露》:55、88。

## 影響

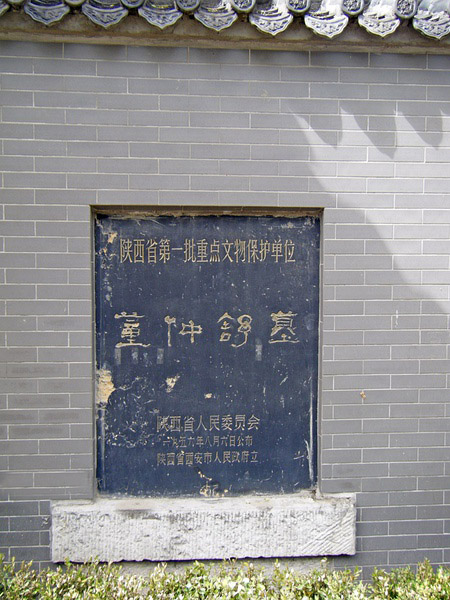
西安碑林區董仲舒墓

董仲舒貢獻在於「儒學官學化」，確立經學地位，建議將儒家定於一尊，斥退儒家以外的百家，其主張獲漢武帝採納:26、22，促進漢武帝時期儒學的興盛及主流化，罷黜百家，獨尊儒術，使儒家成為國家的正統教義:16、149-150，令儒學國教化，成為新的統治思想，結束漢武帝初期的無為之治:12、123。儒家經典成為官學主要內容:13，之後欲謀仕途者限於儒生，奠定儒學為國教的地位，成為以後約兩千年皇帝制度的基本政策:150、180，獨尊儒學，抑黜百家的情況一直維持至1905年:4。漢武帝採取董仲舒所構想實行教化的政策，建立察舉孝廉制及博士弟子制。孝廉制及博士弟子制使漢朝每年都固定任用一定人數的儒生，儒家思想便傳播和普及，滲透至社會之中:180、178。（魯惟一:42、福井重雅則認為，董仲舒對漢武帝一朝的政策措施影響不大:153-154。）漢元帝接受董仲舒的天人感應論，期望透過仁政和教化，調和陰陽乃至消除災異。董仲舒以天人關係將皇帝視為從事教化的聖王之觀點，西漢中晚期以後成為中國政治思想的典範，直到二十世紀皇帝制度垮台:179-180。
董仲舒最先把陰陽五行之說引導入儒家思想，推動陰陽五行之說的發展:136，使陰陽學說成為儒家思想要素:11。經學方面，漢代官員都倣效董仲舒，援引《春秋》先例作為法律權威，使嚴苛的法律顯得人性化:252。司馬遷受董仲舒思想影響，《史記．高祖本紀》「三王之道若循環，終而復始」之說，源自董仲舒。劉向採納了董仲舒對災異的看法:59、298、60。西漢末年，漢朝的禮制和祭祀接受了董仲舒的主張和理念，前31年，漢朝訂立對天的祭祀之禮，這種祭天儀式一直持續到1911年。董仲舒的災異論，為漢代和後世官員確立了通過解釋災異以責問皇帝、表達異議的方式:252-253。董仲舒的三綱說，在後世發展成「綱常名教」的理論:87。中唐時期，崇尚古學的士人不少都效法董仲舒的著作:72。宋代理學受到董仲舒影響，董仲舒屢用「天理」一詞，而宋學的理論體系亦著重陰陽五行，和董仲舒一樣主張天人合一之說:215、224。董仲舒影響了南宋陳亮，啟發了清末康有為發展出社會維新的理論，視董仲舒之說為儒家的政治綱領:78、332。

## 評價與地位
董仲舒被視為漢代儒家最重要的人物，第一大儒，當時儒家思想的代表和領袖:1、14、5，漢代儒學的創立者。漢武帝經過董仲舒墓時特地下馬步行，以表敬意。漢成帝時平當稱董仲舒為「大儒」:41、53、59，劉歆稱讚他是學術領袖。王充讚揚董仲舒於仁義道德和治國方面的言論，王符稱讚董仲舒言行舉止合乎道德規範而非追求物質豐足:60、66-67。三國時，董仲舒受公認為品德高尚而備受尊崇。陶淵明感嘆董仲舒雖有才能卻在仕途上始終不得志。范曄《後漢書》把董仲舒的天分和能力與賈誼、劉向、揚雄相提並論:64、69、63。歐陽修認為董仲舒平息異端的成就可媲美孟子。宋神宗稱讚董仲舒為古代少有既有學識又有寫作天分的君子:73-74。南宋朱熹讚賞董仲舒是「醇儒」:214，黃震讚賞董仲舒在漢唐諸儒中最為出色。在元明清三代，董仲舒都甚受尊崇，從1330年起，董仲舒可與其他儒家先賢一樣配享孔廟；1466年，明朝追封董仲舒為「廣川伯」:74-76。康有為尊稱他是最偉大的儒家學者，胡適認為他是「漢代儒家思想的最具代表性人物」:7-8。
梁啟超則批評董仲舒促使漢武帝禁止儒家以外諸家之學，妨礙中國學術思想發展，導致學術沉滯。新文化運動開始以後，這種批評尤其流行:5、150。董仲舒因其「迷信思想」與助長專制權力而受到斥責:4，在1974年的批林批孔運動中，林彪被批評為是董仲舒的忠實支持者，而董仲舒的三綱五常說，則受批判為被地主階級用來壓迫中國人民:15。